# Archivio di Stato di Venezia
Archivio di Stato di Venezia è un istituto di ricerca e conservazione del MiC, situato nel sestiere di San Polo e appartenente all'ex complesso conventuale di Santa Maria Gloriosa dei Frari.

## Storia

### Il convento
Il convento francescano ha le sue origini nel XIII secolo (1236), secondo leggenda per volere di San Francesco in persona; esso continuò a migliorarsi e ad ampliarsi durante il secolo e nei successivi, con bonifiche territoriali ed edifici nuovi, finché nel Quattrocento si stabilizzò l'assetto che ancora oggi l'area possiede.
Ciò fu possibile grazie a un susseguirsi di lasciti e offerte fatte da illustri veneziani, a partire dalla famiglia Badoer, storica proprietaria dei terreni su cui si erge il tutto.
Nel Settecento vengono attuati restauri e nuove decorazioni dei chiostri e del conventino.
Il convento dei Frari ebbe una storia illustre che durò fino al 1810, quando l'intervento di Napoleone portò alla fine della storia religiosa di questo secolare insediamento francescano.

### L'archivio
L'archivio di Stato della città di Venezia apre qui nel 1815, inizialmente come "Archivio Generale", in seguito alla soppressione, nei primi anni dell'Ottocento (per editto napoleonico), degli ordini ospitati nel convento dei Frari. Cominciano, dunque, a riunirsi in questa struttura, precedentemente sede delle celle dove vivevano i frati e adattata alle nuove esigenze dal lavoro di Jacopo Chiodo, tutti i documenti antichi provenienti dai più prestigiosi archivi dei palazzi veneziani.

## Architettura
Il complesso è costituito da più edifici disposti intorno a due chiostri adiacenti l'uno all'altro e attigui alla Basilica dei Frari. Il primo chiostro, quello accessibile al pubblico, è detto "chiostro esterno della Trinità", noto anche per la presenza di sepolture col nome di "chiostro dei morti"; il secondo, più interno e intimo, è il "chiostro di Sant'Antonio", annesso al piccolo "convento di San Nicolò" (detto "il conventino").
Il "chiostro della Trinità" si presenta a pianta quadrata e sporgente dal complesso conventuale, sulle facce del quale forma una lunga terrazza; i quattro lati del chiostro sono ad archi a tutto sesto, al centro un pozzo sormontato da un arcone. Il "chiostro di Sant'Antonio" è di dimensioni inferiori e ha pianta trapezoidale; costituisce un portico continuo con archi a tutto sesto, al centro del quale è presente un altro pozzo abbellito dalla scultura seicentesca del Santo a cui è dedicato.
All'interno ha rilevanza la "sala del capitolo", di grandi dimensioni, nella quale erano conservati affreschi oggi perduti, a causa del degrado che già in epoca francescana l'aveva colpito.
L'ingresso dell'Archivio è in Campo dei Frari, presso il lato destro della facciata della Basilica. Tuttavia è sul lato nord del complesso che un'enorme struttura si mostra con tre alti piani e un'impostazione neoclassica, con effigiata a grandi lettere la scritta ARCHIVIO DI STATO. Tale facciata, sviluppata in lunghezza, è su tre livelli e tripartita, di grande importanza e sobrietà: i due "piani nobili" dell'edificio sono caratterizzati da lunghe file di monofore rettangolari, che nella parte centrale sono separate da lesene terminanti nella massiccia architrave sovrastata da un grande frontone contenente l'effigie.
Al piano terra sette grandi portali a tutto sesto (di cui il primo da sinistra è stato murato) fanno da accesso all'edificio, che oggi versa, esternamente, in condizioni di contenuto degrado.

## Patrimonio
Il patrimonio documentario conservato nell'archivio veneziano è immenso, andando dalle origini della città fino all'età contemporanea. Secondo i dati del sito ufficiale, l'Archivio di Stato contiene oltre 70 km di scaffali ricchi di documenti che interessano l'intera storia della Repubblica di Venezia e l'intero mondo con il quale essa ebbe relazioni politiche, economiche e culturali. Inoltre, presso l'Archivio si conservano gli atti degli organi amministrativi e giudiziari succeduti alla Serenissima nel periodo napoleonico, in età lombardo-veneta, nel Regno d'Italia e nella Repubblica Italiana.
Nel 2006, l'Archivio di Stato di Venezia e il Consiglio Nazionale delle Ricerche di Firenze hanno definito la specifica di un sistema informatico «per la creazione, la gestione e la consultazione via web di immagini e descrizioni di serie documentarie». 

Tale modello è stato successivamente adattato ai requisiti dell'Archivio di Stato di Milano per diventare uno strumento inventariale, di ricerca e di accesso «alle singole unità documentarie cartografiche catastali e alle relative immagini».

## La Scuola
Presso l'Archivio di Stato di Venezia è attiva la Scuola di Archivistica, Paleografia e Diplomatica.

## Direttori
Come riportato in  Maurizio Cassetti (a cura di), Repertorio del personale degli Archivi di Stato (PDF), I (1861-1918), Roma, Ministero dei Beni e attività culturali, 2008,  p. 755, ISBN 978-88-7125-294-0. URL consultato il 15 giugno 2020 (archiviato dall'url originale il 21 settembre 2016). e in  Maurizio Cassetti (a cura di), Repertorio del personale degli Archivi di Stato (PDF), II (1919-1946), Roma, Ministero dei Beni e attività culturali, 2012,  p. 702, ISBN 978-88-7125-282-7. URL consultato il 15 giugno 2020.
1. Tommaso Gar 1867 – 1871
2. Teodoro Toderini 1871 – 1875
3. Bartolomeo Cecchetti 1875 – 1889
4. Federico Stefani 1889 – 1897
5. Giuseppe Giomo 1897 – 1898
6. Carlo Malagola 1898 – 1910
7. Pietro Bosmin 1910 – 1912
8. Alessandro Lisini 1912 – 1918
9. Fausto Nicolini 1918 – 1922
10. Pietro Bosmin 1922 – 1931
11. Andrea Da Mosto 1931 – 1934
12. Fausto Nicolini 1935 – 1936
13. Andrea Da Mosto 1936 – 1937
14. Guido Manganelli 1937 – 1938
15. Eugenio Ronga 1939 – 1947
16. Raimondo Morozzo della Rocca 1947 – 1948
17. Antonio Capograssi 1948 – 1952
18. Raimondo Morozzo della Rocca 1952 – 1968
19. Luigi Lanfranchi 1968 – 1973
20. Michele Pardo 1973 – 1974
21. Ferruccio Zago 1974 – 1977
22. Maria Francesca Tiepolo 1977 - 1990
23. Paolo Selmi 1990 - 2003
24. Vincenzo Franco 2003 - 2005
25. Raffaele Santoro 2005 - 2018
26. Giovanna Giubbini 2018 - 2019
27. Gianni Penzo Doria 2019 - 2021
28. Stefania Piersanti 2022 - 2024
29. Andrea Erboso 2024 -